# 神厨小福贵
《神厨小福贵》，2007年是由湖南宏梦卡通传播有限公司出品的，由王宏、袁文君执导，贺梦凡、冯枫、周仕谋编剧，袁文君、晏婷、刘娟等配音的国产动画片，以讲述中国饮食文化为主旨。

## 剧情
清朝末年，八国联军入侵大清，正值慈禧太后和光绪帝争权夺利，慈禧太后想要废黜他，于是找人下毒毒死光绪帝，太监小李子是慈禧身边的红人，他亦是御膳房二总管，因此被派去给慈禧物色放毒的人选。小福贵的爷爷因为厨艺出众而被选中，结果卷入政治斗争中，被误当成下毒的凶手投入大牢秋后问斩。小福贵为了获得可作为免死金牌的“十八把金厨具”救出含冤入狱的爷爷，而成为了慈禧的随行御厨。
慈禧太后对光绪皇帝极度不满，有心废黜却又有所顾忌。守旧派大臣K大人手握大权，揣摩到了太后的心思，买通太监小李子，利用在菜肴中下毒谋害光绪帝的方式嫁祸小福贵。
最终，在动荡的时代背景下，K大人的操控下，一切小人物都淹没在了宫廷的潮水之中。小福贵被慈禧赐予金厨具，成为了大清“首席御膳大厨”。他本以为这样就能救出他所关心的人，可谁知这只是这腐败朝廷下的一个玩笑罢了。看清一切的小福贵最终决定离开宫廷，重新走入民间。

## 配音
| 配音員 | 角色                   | 备注 |
| 晏婷   | 洪福贵                 | 洪家菜館的少掌柜，洪家菜技艺的传人，心地善良。为了营救爷爷而深入宫廷，故事最后离开皇宫走入民间。 角色名可能源自余华小说《活着》主角徐福贵。                                                                                                  |
| 刘洁   | 小飞蝶                 | 满族格格，玉蕙娘娘的女儿，福贵的朋友。她为了帮死去的父亲报仇，去刺杀慈禧太后，但每次都以失败告终。但她没有放弃，做了小福贵的助手。最后为了不连累小福贵，决定与小福贵绝交，但依旧是好朋友。                                                   |
| 刘娟   | 小李子                 | 为人贪恋权势，好色，暗恋小飞蝶，自幼便被父母送进了皇宫做太监。虽然身为御膳房二总管，但一直遭受压迫，在夹缝中生存。实际上父母早已经因饥饿死亡，但本人却一直蒙在鼓里，被K大人以父母为要挟，违背良心多次置小福贵于不利境地。 人物原型为李莲英。 |
| 王娜   | 小蜜蜂                 | K大人的义女，对K大人十分尊敬与信赖。在危难之中被小福贵舍命相救，也因此与小福贵一行成了朋友。为帮助小福贵，背叛了K大人，最终被K大人的部下杀死。                                                                                               |
| 袁文君 | 慈禧太后葉赫那拉・玉蘭 | 人称“老佛爷”，大清实际掌权者。高权重，在政治上顽固、守旧，心狠手辣，很会玩手腕。生活上，她贪恋美食，喜欢新鲜、时尚的东西。 |
| 徐伟   | 光绪帝                 | 大清光绪帝，福贵叫他“豆芽菜”。时常帮助小福贵。被慈禧太后剥夺实权。思想开明，心地善良，试图通过政治改革振兴国家。大结局时彻底被慈禧软禁。 |
| 张怀武 | 洪老头                 | 福贵的爷爷，他被小李子抓去为慈禧太后做菜，却成了小李子下毒的替罪羊，被打入死牢。因厨艺大赛中孙子得奖情绪激动而死。 |
| 姜华   | K大人                  | 大清守旧派大臣頭目，为人争权夺利，机关算尽。 人物原型一说为荣禄，另一说为袁世凯。 |
| 刘蓉   | 葉赫那拉・玉蕙         | 小飞蝶的额娘。 |

## 奖项
| 年份 | 奖项                                   | 备注  |
| ---- | -------------------------------------- | ----- |
| 2007 | 全国优秀国产动画片一等奖               | [ 5 ] |
| 2007 | 年度第四批优秀国产动画片               | [ 5 ] |
| 2009 | 湖南省第十届精神文明建设“五个一工程”奖 | [ 5 ] |